# 메이트 (영화)
"메이트"는 2019년에 개봉한 대한민국의 영화이다. 2018년 제19회 제주 국제영화제에 참가하였다.

## 캐스팅
- 심희섭 : 준호 역
- 정혜성 : 은지 역
- 길해연 : 금희 역
- 전신환 : 진수 역
- 송유현 : 지선 역
- 한사명 : 상원 역
- 윤소미 : 다희 역
- 박수진 : 은영 역
- 이현서 : 현선 역
- 허진 : 캘리 작가 역
- 박정숙 : 은지 할머니 역
- 김인국 : 중년 여성 아들 역
- 윤태환 : 웨딩 신랑 역
- 윤현정 : 웨딩 신부 역
- 박새별 : 생동성 간호사 역
- 유연선 : 채혈 간호사 역
- 송의환 : 술집 알바 역
- 조정훈 : 커플 남 역
- 윤상이 : 커플 녀 역
- 박희정 : 복도 간호사 역
- 김창환 : 병주 역 (우정출연)
- 강숙 : 향초 가게 주인 역 (특별출연)